# Santa María de Cayón
Pour les articles homonymes, voir Santa Maria et Cayon (homonymie).
Santa María de Cayón est une ville espagnole située dans la communauté autonome de Cantabrie.